# David Brewster
David Brewster (født 11. december 1781, død 10. februar 1868) var en skotsk videnskabsmand (fysiker), opfinder og forfatter. Han er bedst kendt som opfinder af kalejdoskopet. 
David Brewster kom allerede som 12-årig på universitetet i Edinburgh, hvor han studerede teologi. 
Brewster blev professor i fysik ved universitetet i Edinburgh og sekretær i Royal Society.
I 1808
overtog han redaktionen af Edinburgh Encyclopædia, hvor han arbejdede i 22 år. Mange artikler skrev han selv, ligesom han i 7. og 8. udgave af Encyclopædia Britannica har skrevet en række artikler om fysiske emner. Fra 1817 var han medudgiver af Edinburgh Philosophical Journal, senere kaldet Edinburgh Journal of Science og redigeret af Brewster alene. Foruden flere hundrede videnskabelige afhandlinger har han skrevet Treatise on Optics (1831), en for den tid meget fuldstændig lyslære. Omtrent fra samme tid er Letters on Natural Magic og Life of Sir Isaac Newton; senere (1841-46) skrev han Martyrs of Science (om Galilei, Kepler og Tycho Brahe). David Brewster ungdom var på en tid, da der kom nyt liv i lyslæren, og hans store interesse for dette fag, hans skarpe blik og utrættelige flid lod ham gennem mere end 60 års videnskabeligt arbejde gøre flere optiske opdagelser end nogen anden fysiker. Uden at være matematiker udredede han, ved sin store kombinationsevne, love, som tidens store teoretikere ikke havde kunnet finde, således 1815 loven for polarisationsvinklen ved lysets tilbagekastning, og omtrent på samme tid lovene for de toaksede krystallers forhold til lyset. 1816 opfandt han kalejdoskopet, 1849 stereoskopet med linser. Hans arbejder strækker sig over næsten hele lyslæren og har haft stor betydning for dens udvikling; men som teoretiker hørte han ikke til lederne, og han vedblev til sin død at foretrække Newtons, af alle andre forladte emissionsteori frem for
bølgeteorien. 
For sine videnskabelige indsat blev han ophøjet til baronet. På hans forslag sammentrådte i 1831 i York en forsamling af naturforskere, som førte til oprettelsen af det videnskabelige samfund "British Association for the Advancement of Science". Allerede i 1825 valgtes han til korresponderende medlem af Institut de France. Han blev tildelt Copleymedaljen 1815, Rumfordmedaljen 1818 og Royal Medal 1830.